# Hymn Meksyku
Mexicanos, al grito de guerra (także Himno Nacional Mexicano, pol. Meksykanie, na okrzyk bojowy) – hymn państwowy Meksyku. Słowa do niego napisał Francisco Gonzáles Bocanegra, a muzykę Jaime Nunó Roca.

## Historia
W 1853 prezydent Antonio López de Santa Anna rozpisał konkurs na nowy hymn państwowy Meksyku. W ciągu dwudziestu dni od daty rozpisania konkursu autorzy mieli przedstawić "najlepszą kompozycję poetycką, która mogłaby służyć za słowa pieśni prawdziwie patriotycznej".
Francisco Gonzalez Bocanegra, znany naonczas poeta, nie był zainteresowany konkursem. Argumentował, że pisanie wierszy dla ukochanej nie ma wiele wspólnego z pisaniem hymnów dla całego kraju. Jednak to właśnie jego narzeczona Guadalupe Gonzalez del Pino oraz ich przyjaciele zmusili Gonzaleza do wzięcia udziału w konkursie. Pod pretekstem zamknęli go na klucz w jednym z pokojów i obiecali nie wypuszczać aż do momentu, w którym będzie miał gotowy tekst. Po czterech godzinach Gonzalez wykupił swą wolność w zamian za 10 zwrotek hymnu. Te dziesięć zwrotek wygrało konkurs.
W sierpniu 1854 do słów hymnu dobrano muzykę napisaną przez Hiszpana Jaime Nunó, pracującego w Meksyku jako inspektor orkiestr wojskowych.
Po raz pierwszy hymn został wykonany oficjalnie 16 września 1854 przez orkiestrę pod dyrekcją kompozytora i przy udziale sopranistki Balbiny Steffenone oraz tenora Lorenzo Salviego. Autor tekstu wraz z żoną także uczestniczyli w wydarzeniu.
Tylko w nielicznych sytuacjach wykonuje się cały hymn, a zwrotki IV nie wykonuje się nigdy, gdyż jest peanem na cześć Santa Any. W Meksyku pojawiają się głosy za zmianą hymnu na mniej wojskowy, jednak jak dotąd wszystkie rządy postanawiały pozostawić go w niezmienionej formie.

## Słowa
| Coro: Mexicanos al grito de guerra el acero aprestad y el bridón. ¡Y retiemble en sus centros la tierra, al sonoro rugir del cañón! ¡Y retiemble en sus centros la tierra, al sonoro rugir del cañón!                                                                                               | Refren: Meksykanie, na okrzyk bojowy, Chwyćcie za stal i za uzdy, Niech ziemia zadrży w posadach Na gromki odgłos dział. Niech ziemia zadrży w posadach Na gromki odgłos dział! |
| Estrofa I Ciña ¡oh Patria! tus sienes de oliva de la paz el arcángel divino, que en el cielo tu eterno destino por el dedo de Dios se escribió. Mas si osare un extraño enemigo profanar con su planta tu suelo, piensa ¡oh Patria querida! que el cielo un soldado en cada hijo te dio.            | I Zwrotka Ojczyzno! niech skroń twą ozdobi gałązka oliwna Którą da ci boski archanioł pokoju Bo to w niebie twój los wieczny Zapisany został palcem Boga. Lecz gdy wróg jakiś się poważy Sprofanować twą ziemię swym krokiem, Pomyśl, kochana Ojczyzno, że niebo Dało ci w każdym synu żołnierza. |
| Estrofa II En sangrientos combates los viste por tu amor palpitando sus senos, arrostrar la metralla serenos, y la muerte o la gloria buscar. Si el recuerdo de antiguas hazañas de tus hijos inflama la mente, los recuerdos del triunfo tu frente, volverán inmortales a ornar.                   | II Zwrotka Widziałaś ich już w krwawych walkach, Z piersią w której miłość do ciebie się kołacze, Spokojnie idących wśród pocisków, Szukających chwały lub śmierci. Jeśli pamięć klęsk dawnych Twym synom poraża umysły, Niech pamięć tryumfu twe czoło O nieśmiertelna ozdobi.                   |
| Estrofa III Como al golpe del rayo la encina, se derrumba hasta el hondo torrente, la discordia vencida, impotente, a los pies del arcángel cayó. Ya no más, de tus hijos la sangre, se derrame en contienda de hermanos; sólo encuentre el acero en tus manos quien tu nombre sagrado insultó.     | III Zwrotka Jak błyskawica co pień drzewa Rozrywa do głębi, Tak ty niezgodę pozostaw bez mocy Rzuconą u twych stóp przez archanioła. Niech krew twych synów nigdy więcej Nie spływa w walkach bratobójczych; Niech tylko stal znajdą w twych dłoniach Ci, którzy twe święte imię splamili.        |
| Estrofa IV Del guerrero inmortal de Zempoala te defiende la espada terrible, y sostiene su brazo invencible, tu sagrado pendón tricolor. Él será del feliz mexicano en la paz y en la guerra el caudillo. porque él supo sus armas de brillo circundar en los campos de honor.                      | IV Zwrotka Nieśmiertelnego wojownika z Zempoala Okrutny miecz cię broni, A jego niezwyciężone ramię Podtrzymuje twój trójbarwny sztandar. To on szczęśliwych Meksykanów Poprowadzi w wojnie i pokoju, Bo umiał otoczyć chwałą swój oręż Na polach chwały.                                         |
| Estrofa V Guerra, guerra sin tregua al que intente de la Patria manchar los blasones, Guerra, guerra, los patrios pendones en las olas de sangre empapad. Guerra, guerra. En el monte, en el valle, los cañones horrísonos truenen, y los ecos sonoros resuenen con las voces de ¡Unión! ¡Libertad! | V Zwrotka Wojna, wojna na tego Kto splamić chce herby Ojczyzny Wojna, wojna, niech sztandary Nasiąkną w falach krwi. Wojna, wojna, w górach i dolinie Straszliwe działa niech grzmią, Niech ogłuszające ich grzmoty brzmią Echem słów Jedność! Wolność!                                           |
| Estrofa VI Antes, Patria, que inermes tu hijos, bajo el yugo su cuello dobleguen, tus campiñas con sangre se rieguen, sobre sangre se estampe su pie. Y tus templos, palacios y torres se derrumben con hórrido estruendo, y sus ruinas existan diciendo: De mil héroes la Patria aquí fue.         | VI Zwrotka Zanim Ojczyzno rozbroisz swych synów, Niech pod jarzma skłonią swe karki, Niech twe pola się krwią użyźnią, Niech w tej krwi stawiają swe kroki. Twe świątynie, pałace i wieże Upadną z ogromnym łoskotem, Pozostaną po nich ruiny mówiące: "Tu była Ojczyzna tysięcy bohaterów"       |
| Estrofa VII Si a la lid contra hueste enemiga, nos convoca la tropa guerrera, de Iturbide la sacra bandera, mexicanos, valientes seguid. Y a los fieles bridones les sirvan las vencidas enseñas de alfombra; los laureles del triunfo den sombra a la frente del Bravo Adalid.                     | VII Zwrotka Lecz kiedy przeciw wrogom Wezwie nas oddział bojowy, Za sztandarem Iturbide, Meksykanie, odważnie pójdziemy. A dla wiernych rumaków, Niech dywanem będą wraże sztandary; Niech wieńce wawrzynu ocienią Czoło dzielnego wodza.                                                         |
| Estrofa VIII Vuelva altivo a los patrios hogares, el guerrero a cantar su victoria, ostentando las palmas de gloria que supiera en la lid conquistar. Tornaránse sus lauros sangrientos en guirnaldas de mirtos y rosas, que el amor de las hijas y esposas, también sabe a los bravos premiar.     | VIII Zwrotka Niech wojownik powróci do domu By wyśpiewać swoje zwycięstwo; Niech powiewa palmami zwycięstwa Które w walce na wrogach zdobył. Niech jego skrwawione wieńce laurowe Przemienią się w wieńce mirtu i róż, Którymi miłość córeki i żon Nagrodzi odważnych twych synów.                |
| Estrofa IX Y el que al golpe de ardiente metralla, de la Patria en las aras sucumba, obtendrá en recompensa una tumba donde brille, de gloria, la luz. Y, de Iguala, la enseña querida a su espada sangrienta enlazada, de laurel inmortal coronada, formará de su fosa una cruz.                   | IX Zwrotka A ten, który pod ostrym pociskiem Padł na ołtarzu Ojczyzny, Otrzyma grobowiec w podzięce Gdzie światło chwały. Z Równością, umiłowanym symbolem Przytroczonym do szpady skrwawionej, Uwieńczony nieśmiertelnym wawrzynem, Przemieni swój grób w święty krzyż.                          |
| Estrofa X ¡Patria, Patria! tus hijos te juran exhalar en tus aras su aliento, si el clarín, con su bélico acento, los convoca a lidiar con valor. ¡Para ti las guirnaldas de oliva! ¡Un recuerdo para ellos de gloria! ¡Un laurel para ti de victoria! ¡Un sepulcro para ellos de honor!            | X Zwrotka Ojczyzno! Ojczyzno! twe syny ślubują Wyzionąć ducha na twych ołtarzach, Jeśli tylko piszczałka bojowa Poprowadzi ich do walki. Dla ciebie wieńce laurowe! Dla nich pamięć chwały! Dla ciebie wieńce zwycięstwa! Dla nich mogiła i honor!                                                |

Zwyczajowo wykonuje się jedynie refren, I Zwrotkę i powtórzenie refrenu.